# Ludovico Boccadiferro
Ludovico Boccadiferro, marquis italien, né en 1482 à Bologne et mort dans cette même ville le 3 mai 1545, est un philosophe italien de la Renaissance.

## Biographie
« Noble bolonais, né vers l’an 1482, il fut reçu docteur en philosophie et en médecine, obtint dans l’université de sa patrie une chaire de logique, et ensuite celle de philosophie en général. Ses leçons y attiraient un grand concours d’auditeurs, et étaient ordinairement suivies des plus vifs applaudissements. Il eut des élèves célèbres, entre autres Jules César Scaliger, Francesco Piccolomini et Benedetto Varchi. Le cardinal Pirro Gonzaga, qui l’aimait, le conduisit, en 1522, à Rome, où il enseigna pendant cinq ans la philosophie péripatéticienne dans le collège de la Sapience. Léon X et Clément VII eurent pour lui beaucoup d’estime. Sous ce dernier pape, quand Rome eut été saccagée par l’armée de l’Empereur, il alla reprendre à Bologne sa chaire de philosophie. Il prit l’habit ecclésiastique, et les Gonzague lui donnèrent quelques bénéfices à Mantoue dans l’espoir de l’y attirer. Il reçut de Charles Quint, ainsi que les autres professeurs de l’université de Bologne, les titres de chevalier et de comte palatin. Il mourut le 3 mai 1545, avec la réputation du premier philosophe, ou du moins du premier professeur de philosophie de son temps. »

— Pierre-Louis Ginguené.

## Œuvres
- In lib. I Physicorum Aristotelis, Venise, 1558, in-fol. ; 1570 et 1613, in-fol. Il avait composé des commentaires pareils sur le 2e le 7e et le 8e livres du même ouvrage d’Aristote, mais ils sont restés inédits dans plusieurs bibliothèques.
- In IV libros Meteororum Aristotelis, Venise, 1563, 1565 et 1570, in-fol.
- Lectiones in parva Naturalia Aristotelis, Venise, 1570, in-fol.
- In II libros Aristotelis de Generatione et Corruptione Commentaria, Venise, 1571, in-fol.
- Commentaria in tres libros Aristotelis de Anima, Venise, etc.